# Guzmania farciminiformis
Espèce

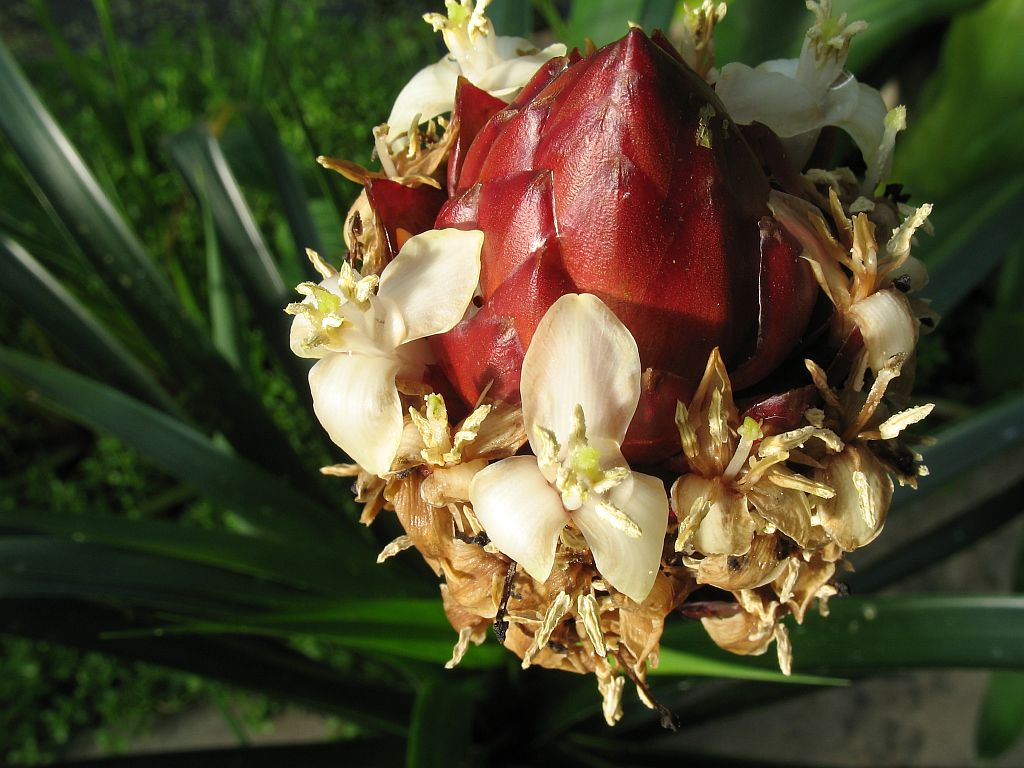
Vue rapprochée de l'inflorescence au jardin botanique de Heidelberg

Guzmania farciminiformis est une espèce de plantes à fleurs de la famille des Bromeliaceae
. Il est également appelé Scarlet Star, parmi de nombreux autres noms communs. Son aire de répartition s'étend de l'Équateur au Pérou. 

## Description
Guzmania farciminiformis est une espèce épiphyte, c'est-à-dire qu'elle pousse sur d'autres plantes. Elle présente une rosette de feuilles raides et recourbées, avec au centre une inflorescence rouge vif en forme d'étoile. La fleur de Guzmania farciminiformis est une bractée jaune vif avec des pétales vert jaunâtre. La graine est petite et ronde, et les plantules sont petites et délicates.

## Utilisation
Guzmania farciminiformisest utilisée en médecine traditionnelle pour traiter la fièvre, les maux de tête et comme anti-inflammatoire. Elle est également utilisée comme plante ornementale dans les jardins.

## Systématique
Le nom correct complet (avec auteur) de ce taxon est Guzmania farciminiformis H.Luther.

### Étymologie
Le nom Guzmania est lié à « Anastasio Guzman ».